# 松尾泰一
松尾 泰一（まつお たいいち、1947年12月31日 - ）は、日本の実業家。イーバンク銀行（現：楽天銀行）の創業者。

## 来歴
東京都杉並区出身。父は東京高速道路の設立メンバーである松尾謙一。麻布中学校・高等学校、東京大学経済学部を経て、1971年日本長期信用銀行に入行。1973年8月から2年間通産省に出向。1982年、支店長代理としてロンドンに赴任。その後、証券子会社LTCB　Intl.　Exectiv Directerに転じ、1987年帰国。1994年ハーバード大学ハーバード・ビジネス・スクール (AMP) 卒。本店公共業務部長、営業第五部長等歴任。
日本長期信用銀行の国有化により、1998年10月から自宅待機となる。これを機に以後4か月間パソコンとインターネットを勉強する。1999年2月、日本長期信用銀行を退職し伊藤忠商事に転職。金融開発担当部長として日本オンライン証券（現カブドットコム証券）の設立に携わる。
世界に先駆けて携帯電話を使った少額決済に特化したネット銀行を設立すべく伊藤忠商事を退社。若山健彦（元アセットインベスターズ社長）、河野貴輝（TKP社長）両氏と共に2000年1月日本電子決済企画を設立。
同年4月に大蔵官僚で元財務官の行天豊雄や、日本長期信用銀行の先輩である社会基盤研究所社長の平尾光司らと、「イーバンク銀行」設立構想記者説明会でネット銀行『eBANK』の設立を発表。
2001年6月イーバンク銀行初代社長に就任。2008年9月、大株主等からの自己資本比率引上げ要請を受け、楽天グループより大型の資本を受け入れ、2009年3月末、銀行経営から退く。
2021年6月、ZUU社外取締役に就任。

## 人物・エピソード
音楽 (Jazz) 好き、自動車好きで知られる。ちなみに最初の車は、東大合格時に両親から贈られたフェアレディSR311。2005年時点ではACコブラ Mark4を所有していた。
ジェット証券の土井宏文は日本長期信用銀行での部下であった。
楽天の三木谷浩史とは1997年と比較的早い時期に出会っている。松尾が楽天市場に出店したいと考えて楽天を訪問したときに、三木谷が直接相手をしたためである。